# Liste der Stadtteile von Koblenz
Die Liste der Stadtteile von Koblenz gibt eine Übersicht über die 30 (statistischen) Stadtteile von Koblenz (Rheinland-Pfalz). Die Einteilung erfolgte im Rahmen der kleinräumigen Gliederung auf Empfehlung des Deutschen Städtetags.
Eine Besonderheit bilden hierbei die Stadtteile Karthause und Südliche Vorstadt. So wird die Karthause in die statistischen Stadtteile Karthause Nord, Karthause-Flugfeld und Karthäuserhofgelände sowie die Südliche Vorstadt in Mitte und Süd untergliedert. Beide Gebiete sind aber historisch aus einheitlich gewachsenen Strukturen entstanden und werden in der Bevölkerung nur in ihrer Gesamtheit als Stadtteil angesehen. Einen Beschluss des Rats der Stadt Koblenz über den Status als Stadtteil dieser statistischen Gliederungseinheiten gibt es nicht. Die Untergliederung der beiden bevölkerungsreichsten Stadtteile erfolgt zur statistischen Datenerhebung und zur fachspezifischen Gebietsabgrenzung. Die historischen Orte Pfaffendorf und Horchheim werden heute in Pfaffendorf, Pfaffendorfer Höhe und Asterstein sowie Horchheim und Horchheimer Höhe gegliedert. Hier liegt ein Beschluss als offizieller Stadtteil der Neugliederungen durch den Stadtrat vor. Alle anderen historisch gewachsenen Stadtteile sind deckungsgleich mit der statistischen Einteilung nach der kleinräumigen Gliederung. Kurzzeitig gab es zwischen den Stadtteilen Kesselheim, Wallersheim und Neuendorf den statistischen Stadtteil Industriegebiet, der jedoch 2006 wieder aufgelöst wurde.
Neun Stadtteile bilden insgesamt acht Ortsbezirke, deren Anliegen gegenüber der Stadt durch einen Ortsbeirat und einen Ortsvorsteher vertreten werden. Die übrigen 21 Stadtteile haben keine Ortsbeiräte.

## Stadtteile
Die folgende sortierbare Tabelle nennt die Nummer und den Namen des Stadtteils mit Angaben zum Ortsbezirk, das Datum der Eingemeindung (ohne Angabe gehörte das Gebiet schon immer zur historischen Stadt Koblenz), die Fläche, die Anzahl der Einwohner und die Gemeindeteile.
| Nr.   | Name                                                                                        | Eingemeindung                                                                            | Fläche (km²) | Einwohner | Gemeindeteile                                                                                     |
| ----- | ------------------------------------------------------------------------------------------- | ---------------------------------------------------------------------------------------- | ------------ | --------- | ------------------------------------------------------------------------------------------------- |
| 1     | Altstadt                                                                                    | –                                                                                        | 1,26         | 5.649     | –                                                                                                 |
| 2     | Arenberg (Teil aus Ortsbezirk 1)                                                            | 7. November 1970                                                                         | 6,45         | 2.833     | Forsthaus Elisenhof, Jagdhaus Elisenhof, Mühlenbacher Hof, Waldersdorf                            |
| 3     | Arzheim (Ortsbezirk 2)                                                                      | 7. November 1970                                                                         | 4,29         | 2.082     |                                                                                                   |
| 4     | Asterstein                                                                                  | 1. Juli 1937 (Ehemals Teil von Pfaffendorf, offizielle Neubenennung am 22. Oktober 1981) | 1,68         | 2.929     |                                                                                                   |
| 5     | Bubenheim (Ortsbezirk 3)                                                                    | 7. November 1970                                                                         | 3,28         | 1.375     |                                                                                                   |
| 6     | Ehrenbreitstein                                                                             | 1. Juli 1937                                                                             | 1,70         | 2.079     | Festung Ehrenbreitstein                                                                           |
| 7     | Goldgrube                                                                                   | –                                                                                        | 1,09         | 4.680     |                                                                                                   |
| 8     | Güls (Ortsbezirk 4)                                                                         | 7. November 1970                                                                         | 8,24         | 6.117     | Am Schwellenberg, Bisholder, Fahrstück, Jufferwiese, Layerbach                                    |
| 9     | Horchheim                                                                                   | 1. Juli 1937                                                                             | 1,20         | 3.214     |                                                                                                   |
| 10    | Horchheimer Höhe                                                                            | 1. Juli 1937 (Ehemals Teil von Horchheim)                                                | 7,54         | 2.037     |                                                                                                   |
| 11    | Immendorf (Teil aus Ortsbezirk 1)                                                           | 7. November 1970                                                                         | 2,52         | 1.321     |                                                                                                   |
| 12–14 | Karthause (mit den Stadtteilen Karthause Nord, Karthause-Flugfeld und Karthäuserhofgelände) | –                                                                                        | 18,91        | 11.272    | Forsthaus Kühkopf, Forsthaus Remstecken, Kondertal, Forstbetriebshof Kühkopf                      |
| 15    | Kesselheim (Ortsbezirk 5)                                                                   | 7. Juni 1969                                                                             | 6,01         | 2.613     | Am langen Stein, St. Michaelshof                                                                  |
| 16    | Lay (Ortsbezirk 6)                                                                          | 7. November 1970                                                                         | 2,55         | 1.763     |                                                                                                   |
| 17    | Lützel                                                                                      | 1. Juli 1891                                                                             | 3,49         | 8.410     |                                                                                                   |
| 18    | Metternich                                                                                  | 1. Juli 1937                                                                             | 4,71         | 10.315    |                                                                                                   |
| 19    | Moselweiß                                                                                   | 1. April 1902                                                                            | 2,03         | 3.335     |                                                                                                   |
| 20    | Neuendorf                                                                                   | 1. Juli 1891                                                                             | 1,42         | 5.932     |                                                                                                   |
| 21    | Niederberg                                                                                  | 1. Juli 1937                                                                             | 1,97         | 3.053     | Haus Wester, Neudorf                                                                              |
| 22    | Oberwerth                                                                                   | –                                                                                        | 1,27         | 1.559     |                                                                                                   |
| 23    | Pfaffendorf                                                                                 | 1. Juli 1937                                                                             | 1,04         | 2.927     | Mariannenhof                                                                                      |
| 24    | Pfaffendorfer Höhe                                                                          | 1. Juli 1937 (Ehemals Teil von Pfaffendorf)                                              | 1,15         | 2.991     |                                                                                                   |
| 25    | Rauental                                                                                    | – (ursprünglich Westliche Vorstadt genannt, offizielle Neubenennung 1975)                | 1,83         | 5.127     |                                                                                                   |
| 26    | Rübenach (Ortsbezirk 7)                                                                     | 7. November 1970                                                                         | 12,88        | 5.190     | Werlesmühle, Zilzemühle                                                                           |
| 27    | Stolzenfels (Ortsbezirk 8)                                                                  | 7. Juni 1969                                                                             | 2,60         | 383       | Auf dem Gesetz (ehemals Gemeinde Rhens), Königsbach, Kripp (ehemals Gemeinde Rhens), Siechhaustal |
| 28–29 | Südliche Vorstadt (mit den Stadtteilen Mitte und Süd)                                       | –                                                                                        | 2,03         | 10.231    |                                                                                                   |
| 30    | Wallersheim                                                                                 | 1. Oktober 1923                                                                          | 1,88         | 3.440     |                                                                                                   |

## Lagekarten

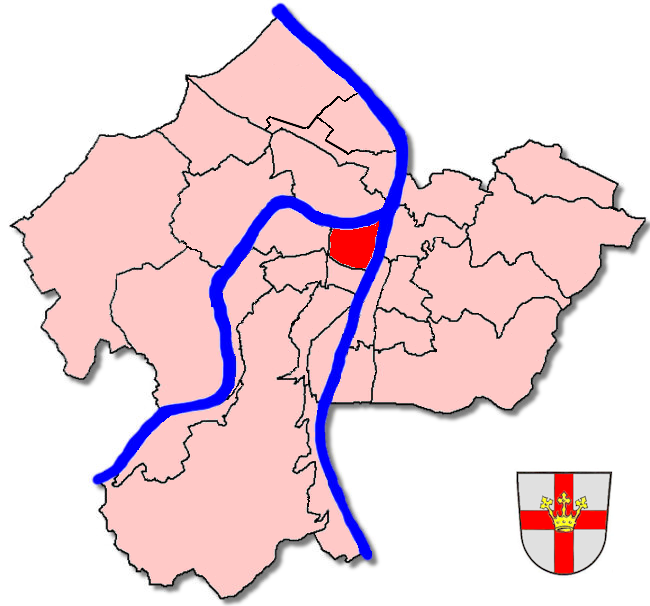
Koblenz-Altstadt
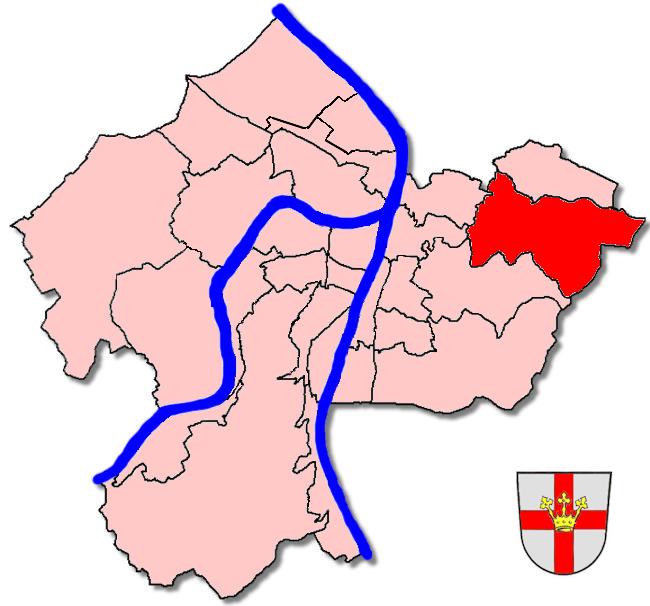
Koblenz-Arenberg
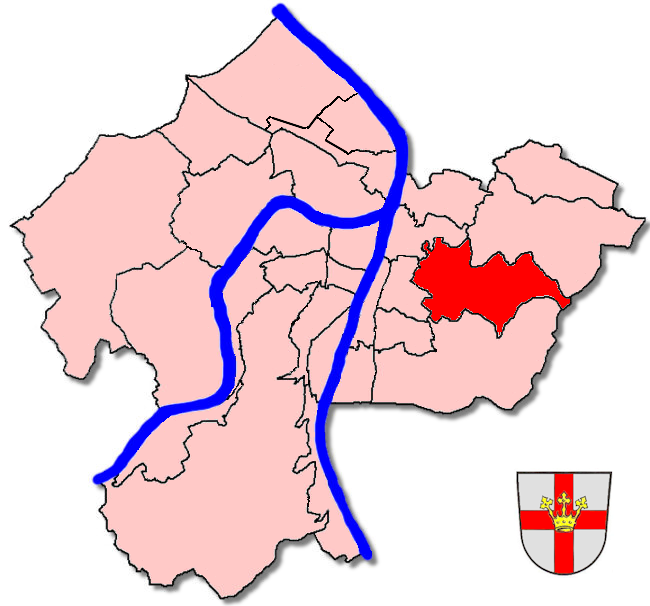
Koblenz-Arzheim
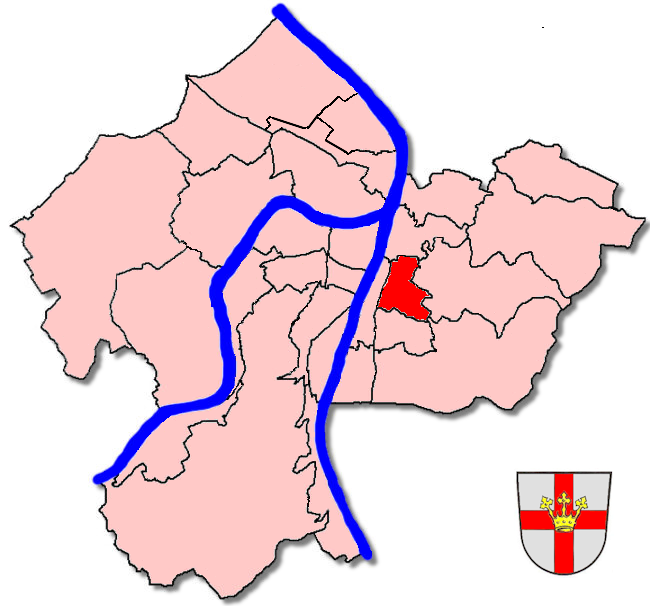
Koblenz-Asterstein
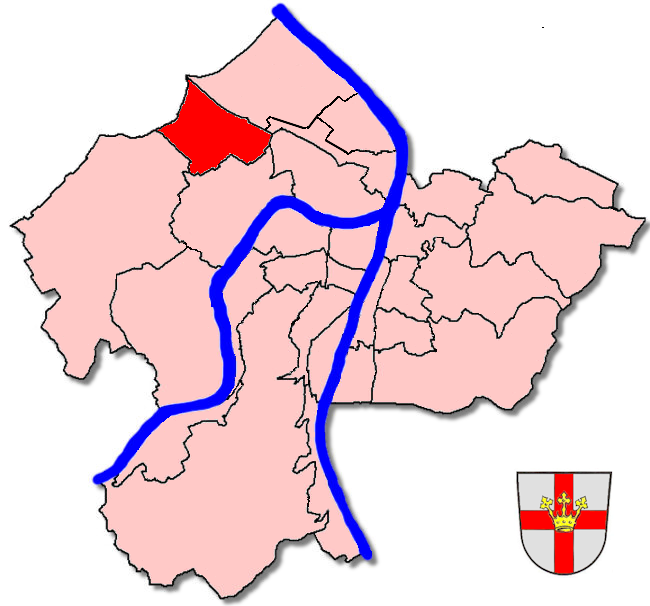
Koblenz-Bubenheim
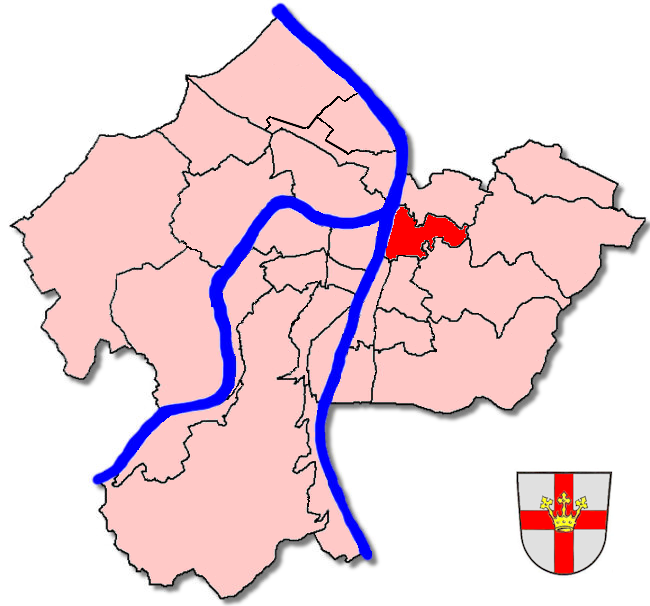
Koblenz-Ehrenbreitstein
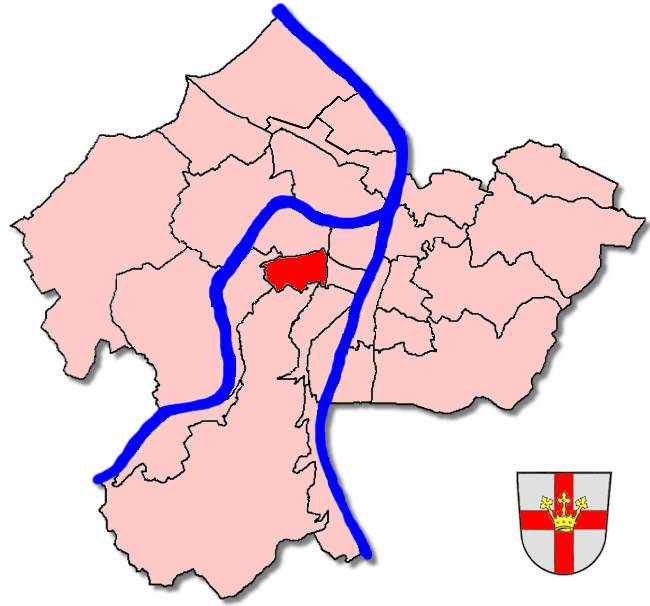
Koblenz-Goldgrube
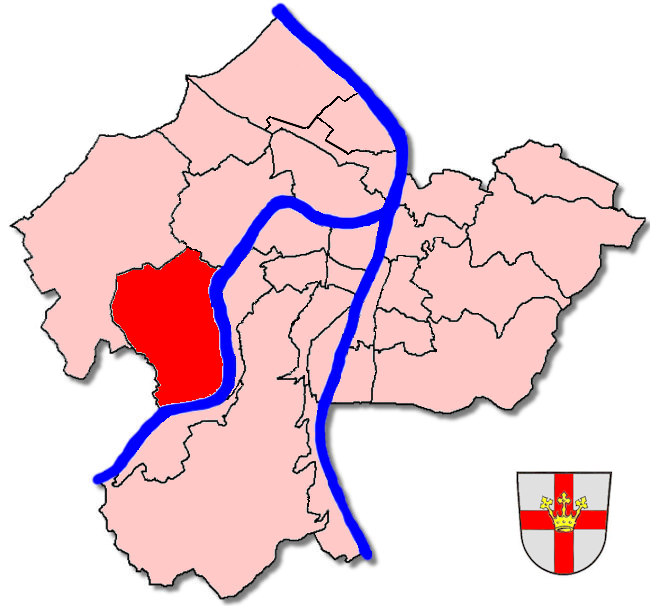
Koblenz-Güls
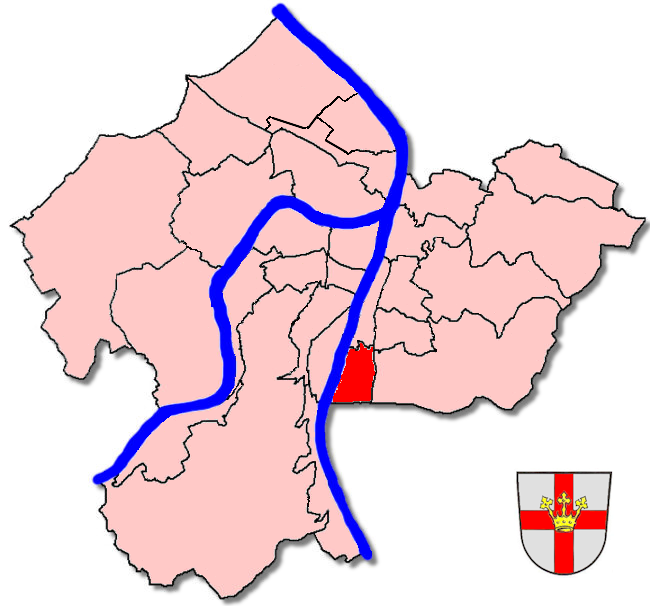
Koblenz-Horchheim
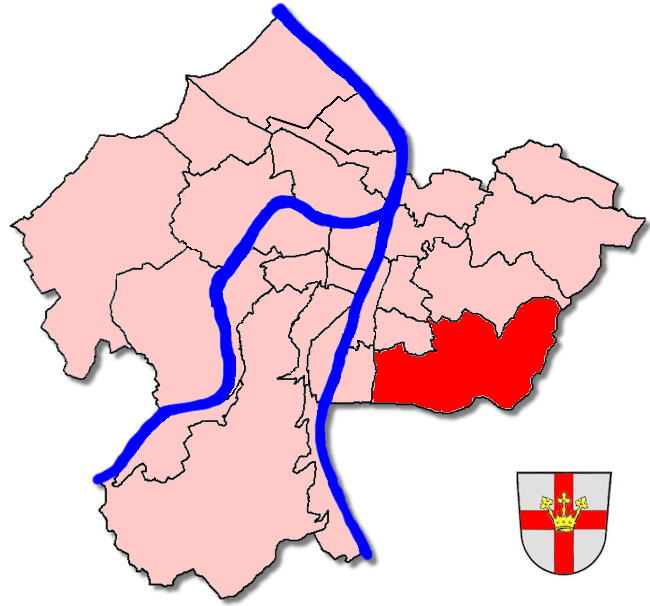
Koblenz-Horchheimer Höhe
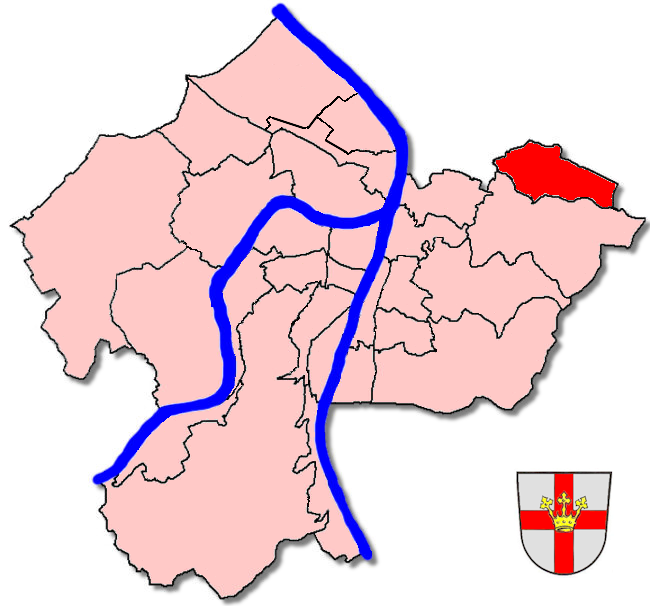
Koblenz-Immendorf
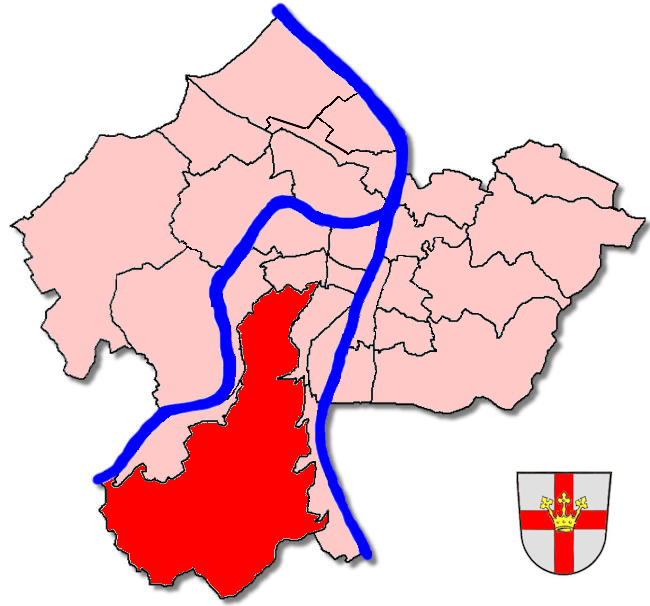
Koblenz-Karthause
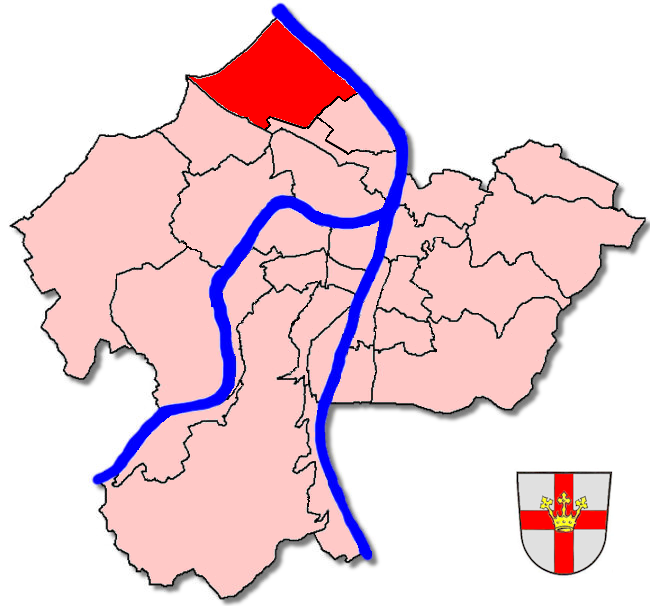
Koblenz-Kesselheim
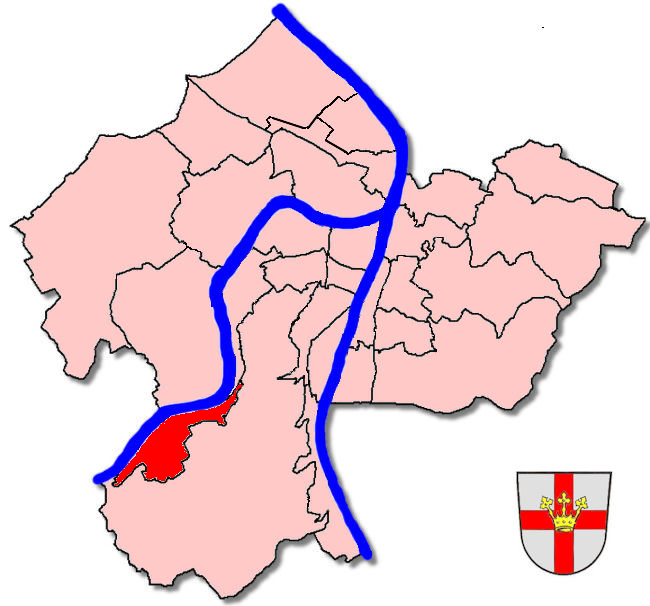
Koblenz-Lay
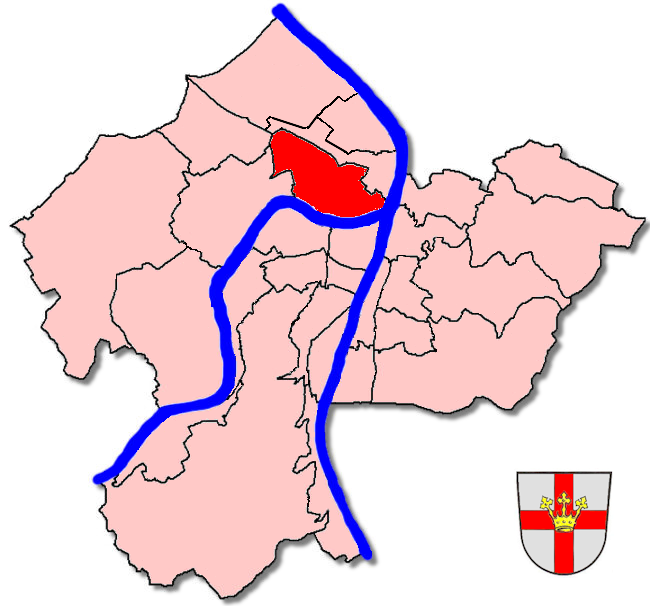
Koblenz-Lützel
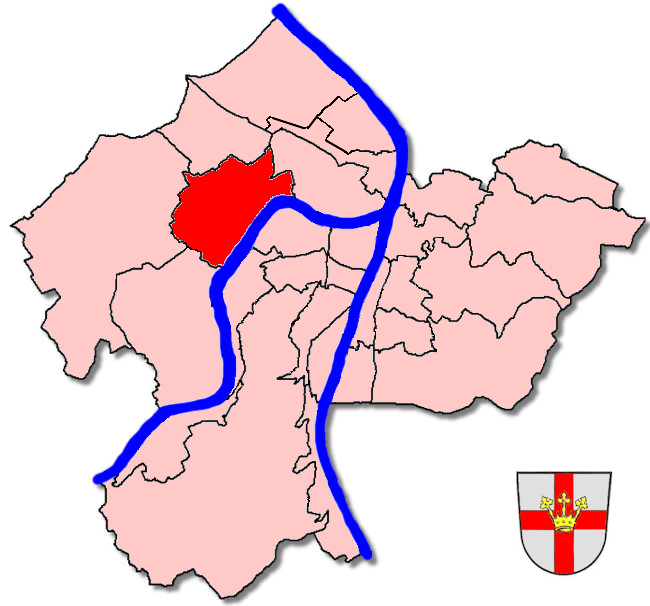
Koblenz-Metternich
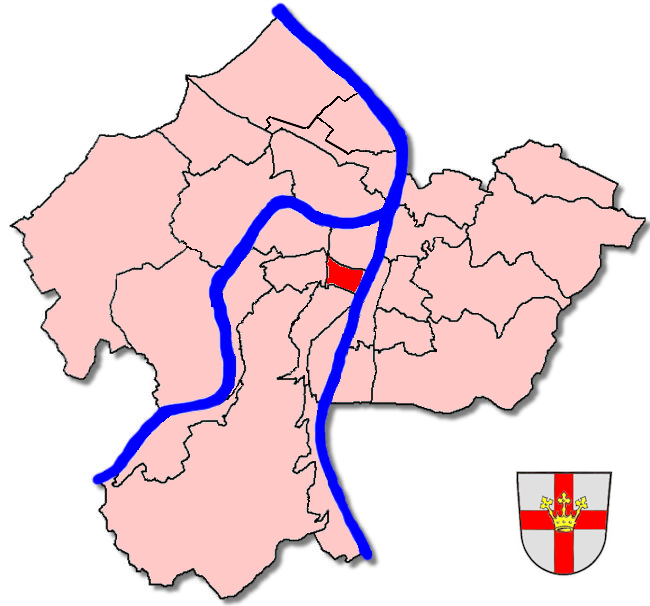
Koblenz-Mitte
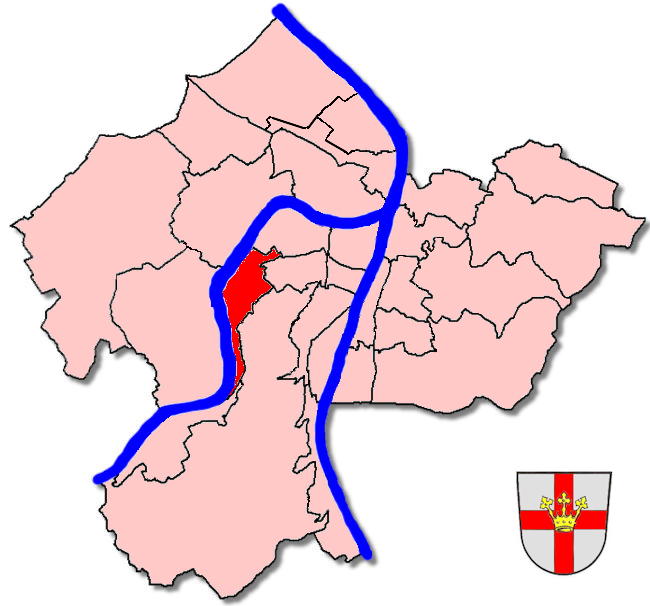
Koblenz-Moselweiß
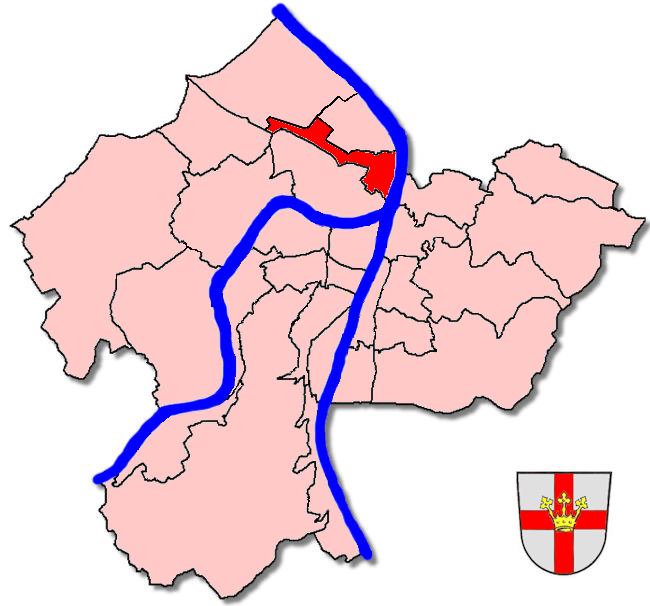
Koblenz-Neuendorf
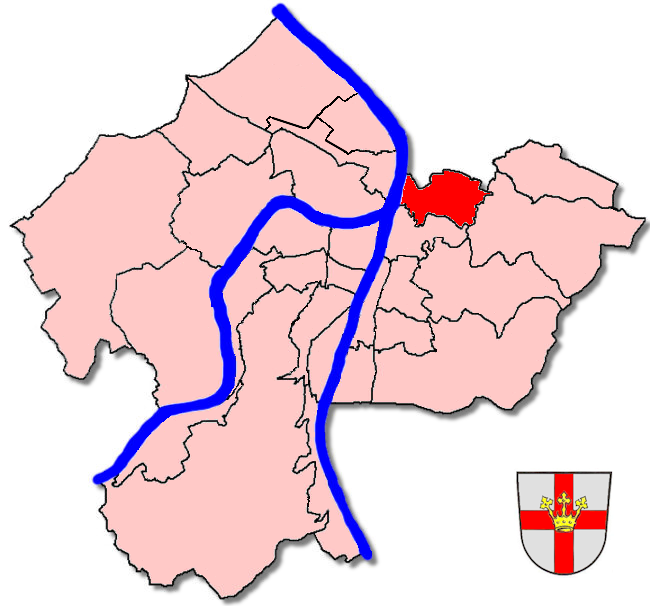
Koblenz-Niederberg
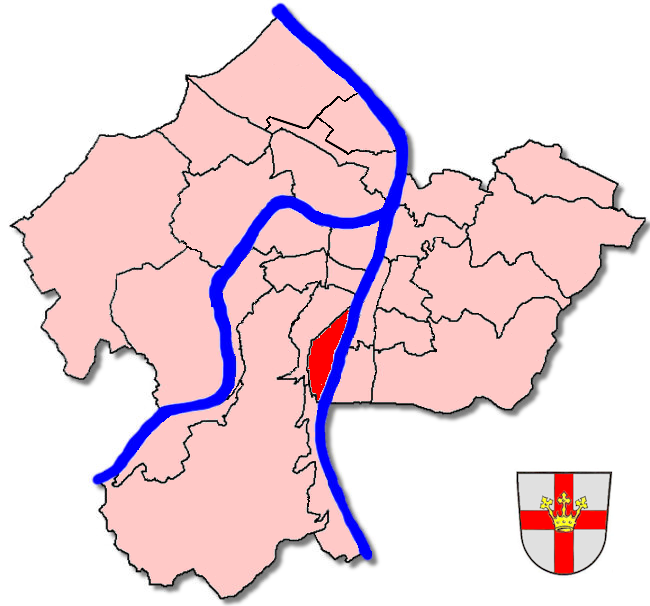
Koblenz-Oberwerth
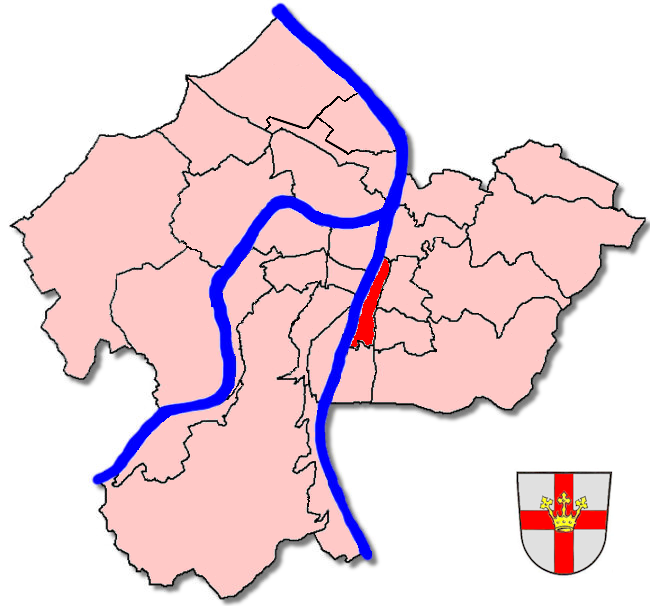
Koblenz-Pfaffendorf
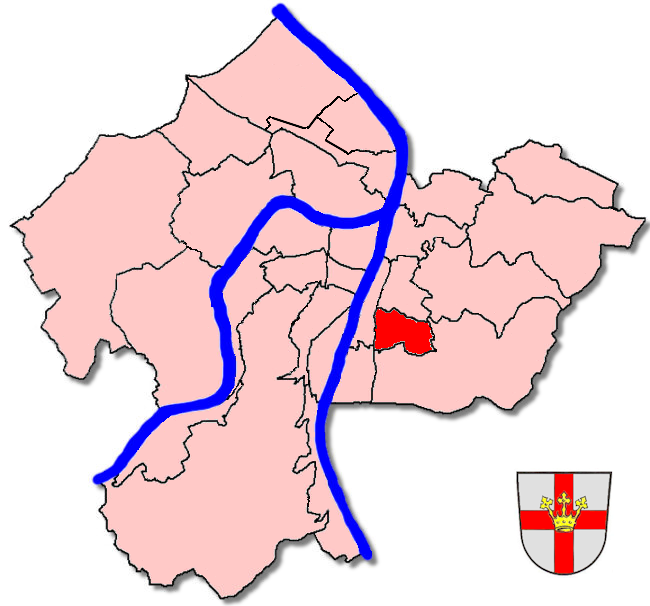
Koblenz-Pfaffendorfer Höhe
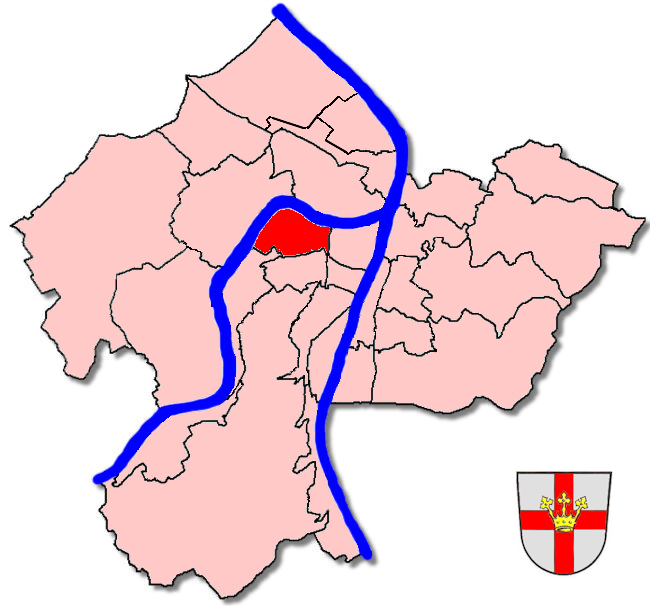
Koblenz-Rauental
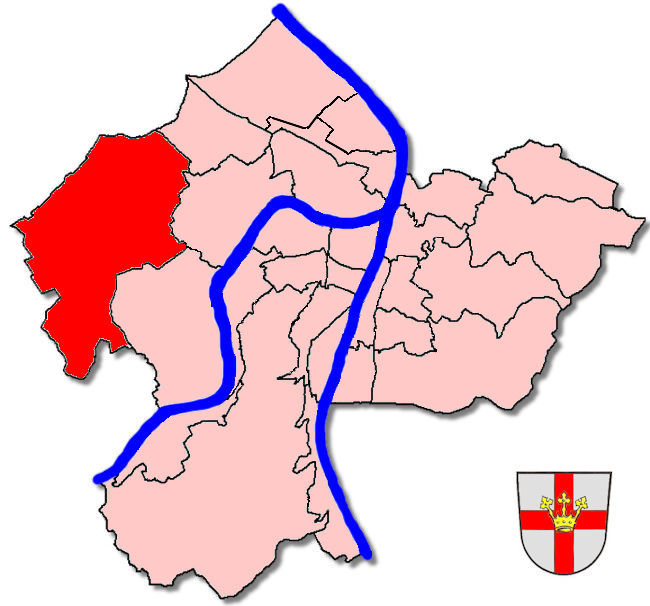
Koblenz-Rübenach
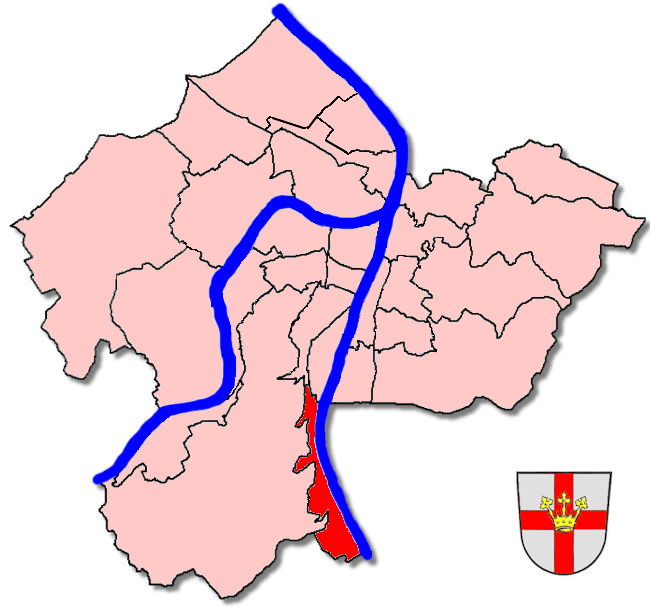
Koblenz-Stolzenfels
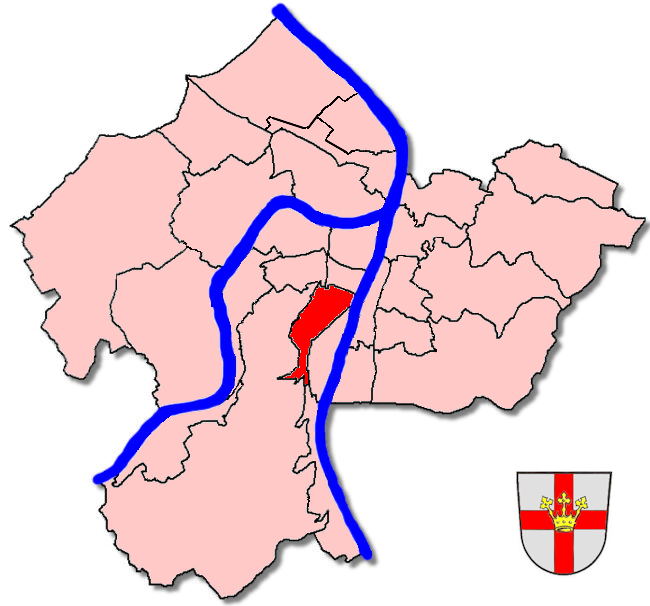
Koblenz-Süd
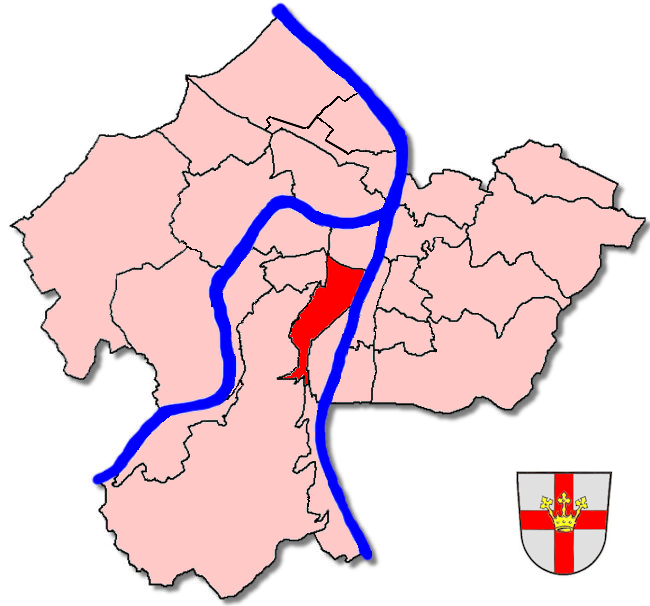
Koblenz-Südliche Vorstadt
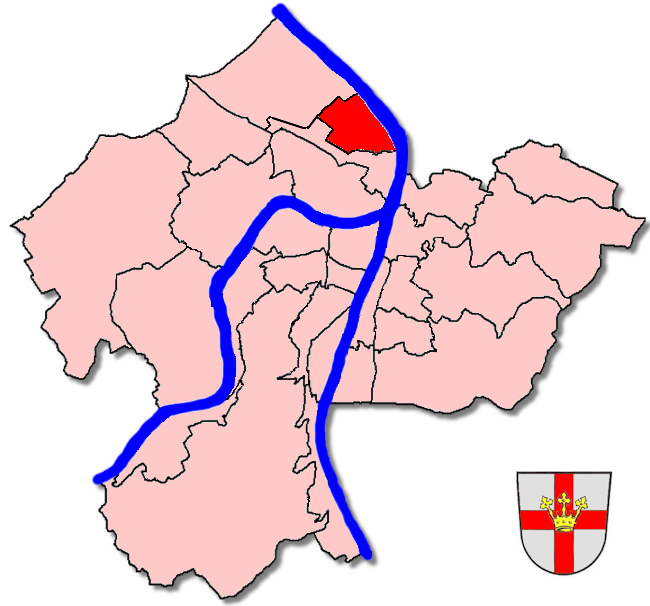
Koblenz-Wallersheim